# Saint-Allouestre

Saint-Allouestre este o comună în departamentul Morbihan, Franța. În 1 ianuarie 2022 avea o populație de 651 de locuitori.